# Référendum sur l'indépendance
Cet article concerne uniquement les référendums visant l'indépendance d'un territoire. Pour les référendums visant à déterminer le statut d'un territoire de façon plus générale, voir Référendum d'autodétermination.
Un référendum sur l'indépendance d'un territoire est un référendum lors duquel les citoyens de ce territoire sont appelés à se prononcer sur l'indépendance du territoire en question. Les référendums d'indépendance sont considérés comme un succès par les partisans de l'indépendance si les citoyens ont voté en faveur de cette indépendance. Néanmoins, certains référendums d'indépendance ayant une majorité favorable à l'indépendance du territoire concerné n'aboutissent pas à l'indépendance dudit territoire, qui dépend, en effet, de sa reconnaissance par les autres pays.

## Liste chronologique de référendums sur l'indépendance d'un territoire

### Succès

#### XIXesiècle
- 27 octobre 1846 (en) : référendum sur l'indépendance du Liberia. Le pays devient indépendant en tant que république du Liberia le 26 juillet 1847.
- 31 janvier 1853 (en) : référendum sur l'indépendance de la colonie du Maryland (dans l'actuel Liberia). Le pays devient indépendant en tant que république du Maryland le 8 juin 1854.

#### XXesiècle
- 13 août 1905 : référendum sur la séparation de la Norvège et de la Suède. Il fait suite à la proclamation de la dissolution de la Suède-Norvège par le Parlement norvégien, le 7 juin de la même année.
- 3 octobre 1945 : référendum sur l'indépendance du Cambodge. Le pays devient indépendant le 9 novembre 1953.
- 28 septembre 1958 : référendum sur l'indépendance de la Guinée. Le pays devient indépendant le 2 octobre 1958.
- 10 mai 1961 : référendum sur l'indépendance de Samoa. Le pays devient indépendant le 1er janvier 1962.
- 1er juillet 1962 : référendum d'autodétermination de l'Algérie ; proclamation formelle de l'indépendance de l'Algérie le 5 juillet 1962.
- 1964
  -  Entre le 2 et le 4 mai : référendum sur l'indépendance de Malte. Le pays devient indépendant le 21 septembre 1964, et devient membre du Commonwealth.
  -  5 novembre : référendum sur l'indépendance de la Rhodésie du Sud. C'est le « pour » qui gagne avec 90,51 % des voix. Le 11 novembre 1965, le gouvernement de Ian Smith auto-proclame l'indépendance du pays, qui prend le nom de Rhodésie. Cependant, l'indépendance du pays est reconnu internationalement en 1980, le pays devient alors le Zimbabwe
- 1970 : référendum sur l'indépendance de Bahreïn. Le pays devient indépendant le 15 août 1971.
- 22 décembre 1974 : la France organise dans l’archipel des Comores un référendum pour l'indépendance, les trois îles de l'archipel : Anjouan, Grande Comore et Mohéli votent  pour l'indépendance[1] et Mayotte vote pour rester au sein de la France. Les trois premières îles deviennent indépendantes le 6 juillet 1975[2].
- 8 mai 1977 : second référendum sur l'indépendance de territoire français des Afars et des Issas. Le pays devient indépendant le 27 juin 1977 sous le nom de Djibouti.
- 4 décembre 1980 : référendum sur l'indépendance de Ciskei. Ce territoire devient indépendant de l'Afrique du Sud, le 4 décembre 1981. Mais elle n'est pas reconnue par l'ONU et les autres États. Il réintègre cependant l'Afrique du Sud, le 27 avril 1994.
- 21 juin 1983 : référendum sur l'indépendance des États fédérés de Micronésie. Le pays devient indépendant le 3 novembre 1986.
- 23 décembre 1990 : référendum sur l'indépendance de la Slovénie. Le pays devient indépendant le 25 juin 1991.

- 1991
  -  9 février : référendum sur l'indépendance de la Lituanie. Le pays devient indépendant.
  -  3 mars : référendum sur l'indépendance de l'Estonie. Le pays devient indépendant.
  -  3 mars : référendum sur l'indépendance de la Lettonie. Le pays devient indépendant.
  -  31 mars : référendum sur l'indépendance de la Géorgie. Le pays devient indépendant.
  -  19 mai : référendum sur l'indépendance de la Croatie. Le pays devient indépendant.
  -  8 septembre : référendum sur l'indépendance de la Macédoine. Le pays devient indépendant.
  -  21 septembre : référendum sur l'indépendance de l'Arménie. Le pays devient indépendant.
  -  26 octobre : référendum sur l'indépendance du Turkménistan. Le pays devient indépendant.
  -  1er décembre : référendum sur l'indépendance de la Transnistrie. Le pays devient de facto indépendant.
  -  1er décembre : référendum sur l'indépendance de l'Ukraine. Le pays devient indépendant.
  -  10 décembre : référendum sur l'indépendance Haut-Karabagh. Le pays devient de facto indépendant. Non reconnu par la communauté internationale, il l'est cependant par l'Abkhazie, l'Ossétie du Sud et la Transnistrie.
  -  29 décembre : référendum sur l'indépendance de l'Azerbaïdjan. Le pays devient indépendant.
  -  29 décembre : référendum sur l'indépendance de l'Ouzbékistan. Le pays devient indépendant.

- 1992
  -  Entre le 29 février et le 1er mars 1992 : référendum sur l'indépendance de la Bosnie-Herzégovine. Le pays devient indépendant.
  -  19 janvier 1992 : référendum sur l'indépendance de l'Ossétie du Sud. Le pays devient indépendant de facto.
- avril 1993 : référendum sur l'indépendance de l'Érythrée. Le pays devient indépendant le 24 mai 1993.
- 6 mars 1994 : référendum sur le statut d'État indépendant de la Moldavie. Initié par le président moldave Mircea Snegur, ce référendum voit la victoire du « Oui » (97,9 % des voix).
- 30 août 1999 : référendum sur l'indépendance du Timor oriental. Le pays devient indépendant le 20 mai 2002.

#### XXIesiècle
- 2006
  -  21 mai : second référendum sur l'indépendance du Monténégro, république fédérée de Serbie-et-Monténégro. Le pays devient indépendant le 3 juin.
  -  17 septembre : référendum sur la conservation ou non, du statut d'indépendance de facto de la Transnistrie
  -  12 novembre : référendum sur la conservation ou non, du statut d'indépendance de facto de l'Ossétie du Sud
- 2011
  -  9-15 janvier 2011 : référendum sur l'indépendance du Soudan du Sud, région autonome du Soudan. Le pays devient indépendant le 9 juillet 2011.
- 2019
  -  du 23 novembre au 7 décembre 2019 : référendum sur l'indépendance de Bougainville, région autonome de Papouasie-Nouvelle-Guinée. L'indépendance est votée à 98,31 %, contre 1,69 % pour l'autonomie élargie. Le référendum n'est toutefois pas contraignant et doit être suivi d'un débat au Parlement de Papouasie-Nouvelle-Guinée, puis d'un vote sur sa ratification.

### Échecs, non aboutis ou non reconnus

#### XXesiècle
- 8 avril 1933 : référendum sur la sécession de l'Australie-Occidentale. La majorité vote en faveur de la séparation avec l'Australie, mais le résultat est ignoré par le Parlement britannique.
- 14 septembre 1946 : référendum sur l'indépendance des Îles Féroé. Même si une majorité vote en faveur de l'indépendance, et que les îles la déclarent, elle est annulée par le Danemark.
- 1967, 1993, 1998 et 2012 : référendum sur le statut politique de Porto Rico.
- 19 mars 1967 : premier référendum sur l'indépendance de la Côte française des Somalis. À la suite de ce référendum, la colonie prend le nom de territoire français des Afars et des Issas.
- 8 mars 1973 : référendum sur le statut de l'Irlande du Nord. Boycotté par les séparatistes.

- 8 juillet 1975 : 
  -  : référendum sur l'indépendance des Îles Marshall.
  -  : référendum sur l'indépendance des Palaos.
  -  Chuuk : référendum sur l'indépendance des États fédérés de Micronésie.
  -  Pohnpei : référendum sur l'indépendance des États fédérés de Micronésie.
  -  Yap : référendum sur l'indépendance des États fédérés de Micronésie.
- 25 mars 1977 : référendum sur l'indépendance d'Aruba. Une majorité se prononce pour l'indépendance de l'île qui doit avoir lieu en 1996, à la suite du traité de La Haye (1983). Finalement, le plan d'indépendance totale est annulé en 1994.
- 1980 et 1995 : deux référendums sur la souveraineté du Québec.
- Nouvelle-Calédonie, 13 septembre 1987 : premier référendum sur l'indépendance de la Nouvelle-Calédonie. La population se prononce à 98,30 % en faveur du maintien dans la République française, avec une participation de 59,10 % d'inscrits.
- Entre le 26 et le 30 septembre 1991 : référendum sur l'indépendance du Kosovo. Le résultat n'est pas reconnu et la république de Kosova, proclamée en 1990-1991, n'est reconnue que par l'Albanie voisine.
- 1er mars 1992 : premier référendum sur l'indépendance du Monténégro.
- 16 août 1995 : référendum sur l'indépendance des Bermudes.
- 30 septembre 1995 : référendum consultatif sur l'indépendance de l'ancien Cameroun méridional (connu également sous le nom d'Ambazonie). Ce référendum non officiel voit la victoire du « Oui » à 99,97 %[3].
- 26 octobre 1997 : référendum sur l'indépendance d'Anjouan.
- 10 août 1998 : référendum sur l'indépendance de Niévès.

#### XXIesiècle
- Janvier 2005 : référendum consultatif sur l'indépendance du Kurdistan irakien. Le résultat a été une majorité écrasante pour l'indépendance (98,8 % des voix).
- 2005 : projet de référendum consultatif sur le statut du Pays basque. Empêché par le gouvernement d'Espagne, il est finalement annulé.
- Référendums sur l'indépendance catalane en 2009-2011 (consultatifs)
- Entre le 10 mai 2009 et le 18 avril 2010 : référendum sur l'indépendance de l'Îlam tamoul. Organisé dans les communautés de la diaspora tamoul sri-lankaise en Norvège, en France, au Canada, aux Pays-Bas, en Suisse et en Allemagne, c'est un soutien massif pour l'indépendance qui est ressorti des urnes.
- 10-11 mars 2013 : référendum sur le statut des Îles Malouines. Les habitants choisissent à 99,8 % de conserver le statut de territoire britannique d'outre-mer.
- Gagaouzie : le 2 février 2014, trois référendums sont organisés dans cette région autonome turcophone de la Moldavie. L'un des trois porte sur la possibilité d'indépendance de ce territoire, au cas où la Moldavie devait abandonner sa souveraineté. Il est accepté à 98,9 %[4].
- Référendums de 2014 au Donbass : le 11 mai 2014, référendums sur l'indépendance de la république populaire de Donetsk et la république populaire de Lougansk.
- 18 septembre 2014 : Écosse (nation constitutive du Royaume-Uni). Les Écossais se prononcent à 55,3 % pour que leur pays demeure partie intégrante mais autonome du Royaume-Uni.
- 9 novembre 2014 : Catalogne (communauté autonome d'Espagne), « consultation » organisée sous l'autorité du gouvernement de Catalogne, après que le « référendum » a été rejeté par le gouvernement d'Espagne et que la « consultation populaire » a été suspendue par le Tribunal constitutionnel d'Espagne.
- Porto Rico, 11 juin 2017 : le référendum demande si Porto Rico doit conserver son statut actuel, rejoindre les États-Unis comme 51e État ou accéder à l'indépendance, totale ou en libre association avec les États Unis[5]. En cas de victoire de ce dernier double choix, une seconde consultation était prévue en octobre. Le référendum est légalement non contraignant.
- Kurdistan irakien, 25 septembre 2017 : le référendum sur l'indépendance de la région autonome d'Irak, originellement prévu courant 2016, fut reporté du fait de la guerre contre l'État islamique, annoncé pour novembre 2017 puis ravancé au 25 septembre 2017. Le « oui » l'emporte avec 92,73 % des voix mais le référendum n'est reconnu ni par les autorités irakiennes ni par la communauté internationale.
- Catalogne, 1er octobre 2017 : le référendum sur l'indépendance de la Catalogne n'est pas reconnu par les autorités espagnoles, qui le considèrent inconstitutionnel.
- Nouvelle-Calédonie, 4 novembre 2018 : référendum prévu par l'accord de Nouméa de 1998. Le territoire à statut sui generis se prononce à 56,67 % en faveur du maintien dans la République française.
- Nouvelle-Calédonie, 4 octobre 2020 : deuxième référendum prévu par l'accord de Nouméa à la suite de la victoire du « non » au référendum du 4 novembre 2018 et portant sur la même question. La population se prononce à 53,26 % en faveur du maintien dans la République française.
- Nouvelle-Calédonie, 12 décembre 2021 : troisième référendum prévu par l'accord de Nouméa à la suite de la victoire du « non » au référendum du 4 octobre 2020, et portant sur la même question. La population vote à 96,49 % en faveur du maintien dans la République française, avec une participation de 43,90 % d'inscrits seulement à cause d'un boycott des indépendantistes.
- Porto Rico, 5 novembre 2024 : le référendum demande si Porto Rico, doit rejoindre les États-Unis comme 51e État ou accéder à l'indépendance, indépendance avec libre association. Pour la première fois, le statut de Commonwealth avec les États-Unis ne figure sur le préambule du référendum[6].

## Référendums potentiels
- Îles Féroé : après avoir été initialement prévu pour le 25 avril 2018, le référendum d'indépendance a été repoussé à une date indéterminée.
- Groenland : le gouvernement séparatiste conduit par le parti Inuit Ataqatigiit a exprimé à plusieurs reprises la nécessité d'une indépendance politique totale vis-à-vis du Danemark. Certains militants avaient avancé l'année 2021 (300e anniversaire de la domination danoise) comme date potentielle d'indépendance.
- Chuuk : originellement prévu le 3 mars 2015, le projet de référendum sur l'indépendance de Chuuk (État des États fédérés de Micronésie), reporté une première fois à mars 2019 puis une seconde fois à 2022, semble finalement avoir été abandonné pour le moment.
- Sahara occidental : un référendum sur l'indépendance, proposé par la MINURSO, pourrait avoir lieu un jour[7].
- République serbe de Bosnie : le leader serbe bosnien Milorad Dodik a dit à plusieurs reprises que la Republika Srpska devrait décider de son indépendance vis-à-vis de la Bosnie-Herzégovine[8].
- Écosse : la première ministre Nicola Sturgeon annonce le 13 mars 2017 la volonté de demander la tenue d'un nouveau référendum sur l'indépendance[9].